# Campeonato de Fútbol de Costa Rica 1925
La temporada 1925 de la Liga Nacional fue la 5.ª edición de la máxima categoría del sistema de Ligas costarricenses de fútbol. Se disputó entre septiembre y diciembre de 1925.
Fue uno de los torneos más singulares y polémicos de la historia fútbol federado costarricense porque inició con seis equipos y terminó únicamente con tres ya que a mitad del camino tanto el Progreso como Alajuelense se retiraron y el Cartaginés fue expulsado. La diferencia radicó en que mientras Progreso y Alajuelense tenían permiso federativo y sus juegos se seguían contabilizando en la tabla, el Cartaginés no; una expulsión se producía cuando un club faltaba a dos juegos de campeonato de manera consecutiva.
La temporada logró llevarse a cabo y concluir sin contratiempos, fue un torneo peculiar en el sentido de que solo llegaron hasta el final las oncenas del Herediano, la Gimnástica y La Libertad, quienes en definitiva se llevarían el primer lugar por primera vez en su historia.
Este torneo en particular y más que ningún otro, podría presentarse para discusiones e interpretaciones de todo tipo; en primer lugar porque el cuadro brumoso fue expulsado del torneo mientras que progresistas y manudos simplemente se retiraron, lo cual deja campo libre para pensar en que si los puntos ganados por Herediano, Gimnástica y La Libertad contra Alajuela y Progreso contaron o no a la hora de elaborar la tabla final de posiciones del torneo (en teoría así fue), en el caso de los cartagineses sí es claro que al ser expulsados ni los puntos que ganó ni los que ganaron sus rivales al jugar contra ellos, fueron contabilizados.
Otro aspecto curioso e igual de interesante es el título que al final ganó La Libertad y lo hizo en forma invicta, detalle que nunca se oficializó por la misma polémica y controversia del torneo, por donde se mire, los decanos lograron su primer título mediante esta vía, si en efecto la Federación de Fútbol hubiera contabilizado los puntos ganados contra el Progreso y el Alajuelense, de los 8 juegos disputados en el torneo, habría ganado siete y empatado uno pero de lo contrario, si solo hubieran contado las contiendas contra rojiamarillos y gimnásticos de los cuatro juegos disputados, habría ganado tres y empatado uno.
Fue el primer torneo que se utilizó el Estadio Nacional para todos los equipos.

## Sistema de competición
La competición constó de un grupo único integrado por cinco clubes —inicialmente de seis—. Siguiendo un sistema de liga, los cinco equipos se enfrentaron todos contra todos en dos ocasiones sumando un total de 8 jornadas. La clasificación final se estableció con arreglo a los puntos obtenidos por los equipos en cada enfrentamiento, a razón de dos por partido ganado, uno por empatado y ninguno en caso de derrota.

## Clubes participantes
Seis equipos tomaron parte de la temporada de la Liga Nacional de Fútbol. Costa Rica se retiró, Cartaginés fue expulsado y Alajuelense y Progreso se retiraron pero pudieron disputar sus partidos.
| Equipo              | Ciudad   | Estadio  |
| ------------------- | -------- | -------- |
| Alajuelense         | Alajuela | Nacional |
| Gimnástica Española | San José | Nacional |
| Herediano           | Heredia  | Nacional |
| La Libertad         | San José | Nacional |
| Progreso            | San José | Nacional |

## Desarrollo

### Clasificación
| Pos. | Equipo              | Pts. | PJ | G | E | P | GF | GC | Dif. | Notas                 |
| ---- | ------------------- | ---- | -- | - | - | - | -- | -- | ---- | --------------------- |
| 1    | C. S. La Libertad   | 15   | 8  | 7 | 1 | 0 | 10 | 2  | +8   | Primer título invicto |
| 2    | C. S. Herediano     | 11   | 8  | 5 | 1 | 2 | 16 | 12 | +4   |                       |
| 3    | Gimnástica Española | 6    | 8  | 3 | 0 | 5 | 11 | 12 | −1   |                       |
| 4    | L. D. Alajuelense   | 4    | 8  | 2 | 0 | 6 | 5  | 10 | −5   |                       |
| 5    | C. S. Progreso      | 4    | 8  | 2 | 0 | 6 | 6  | 12 | −6   |                       |

 Fuente: RSSSF
Criterios de clasificación: Puntos · Diferencia de goles · Goles a favor
|                                               |
|                                               |
| Campeón invicto C. S. La Libertad 1.er título |

## Estadísticas

### Plantilla del campeón
La nómina completa de la temporada 1925 de La Libertad que se proclamó campeón invicto por primera vez en su historia.
1. Abel Gutiérrez
2. Arturo Aymerich
3. Claudio Alfaro
4. Frank Mejías
5. Gerardo Picado
6. Gonzalo Sánchez
7. Juan Fonseca
8. Juan Gobán
9. Juan Marchena
10. Luis Montero
11. Manuel Rodríguez
12. Miguel Jiménez
13. Miguel Ulloa
14. Pedro Quirce
15. Rafael Bermúdez
16. Rafael Madrigal
17. Ricardo Bermúdez
18. Salvador Tabash

### Otros datos
- Máximo goleador: Claudio Arguedas con 6 goles (C. S. Herediano)[3]
- Total de goles marcados: 48
- Frank Mejías, de nacionalidad cubana proveniente del equipo Fortuna de Cuba, fue el primer futbolista extranjero en jugar en la liga costarricense, participando en esta temporada con el cuadro que saldría campeón La Libertad.